# MTs 21-12霰弹枪
MTs 21-12 是一款苏联开发的民用半自动霰弹枪。

## 历史[1][2]
该霰弹枪于 1956-1958 年间在中央设计局设计，是苏联第一款半自动霰弹枪。试制是为 3 种口径的子弹（12号、16、20）逐个制作的，子弹壳为纸质弹壳，长度为 65 毫米。但这些实验型号经常出现缺陷，因此没有急于批量生产。
直到 1965 年，图拉武器工厂开始批量生产这种霰弹枪。1965 年，该霰弹枪荣获莱比锡贸易博览会金质奖章。
自 1965 年开始 一支标准 MT 21-12 霰弹枪的价格为 350卢布，定制枪的价格更高。批量生产后降低了生产成本，系列只有 12号口径。在狩猎者中，这种新产品并没有引起太多的热情。由于与纸质子弹不兼容，容易发生故障。这种霰弹枪真正流行起来是在开始使用塑料弹壳之后。
在 90 年代，苏联解体后，由于经济条件不利和技术优化（廉价化）的愿望，制造的枪械质量急剧下降。缺点包括：装配质量差，导致弹壳在拔出时变形；装配时预先镀铬，妨碍调试；金属和木材上有毛刺。不过，苏式半自动步枪可以正常使用几十年，尽管使用频率很高，维护程序也很少。

## 设计[2][3]
该枪是由枪械设计师 V.A. Nikolaev 设计的，这是一款适合业余和商业狩猎的单管自动装弹猎枪。
该枪的自动化装置以勃朗宁发明的勃朗宁 Auto-5霰弹枪为基础。特点是：当射击时，在后坐力的作用下，枪管连同枪栓一起回滚到极限位置，此后枪管连同枪栓脱离，并在复进弹簧的作用下，向前移动到初始位置，同时用过的弹壳被抽出，弹壳被位于枪管杆上的抛壳杆推出。如果弹匣中没有霰弹，枪栓就会留在枪栓托弹板上；如果有子弹，枪栓就会在弹簧的作用下向前移动，并从托弹板上推入下一发霰弹。带有移动枪管的步枪的后坐力延长，通常感觉更柔和，但并非所有猎人都喜欢枪管移动的感觉。机匣右侧有一个枪栓释放按钮和一个旗形保险，可根据射手的喜好设置在右侧或左侧。机匣左侧是子弹切断开关，可用于切断供弹。
枪管和枪栓在后部位置无法解锁会导致故障，原因是圆形枪栓锁定楔。圆形枪栓锁定楔这一设计特点与勃朗宁 Auto-5霰弹枪不同。在大多数情况下，只需少量射击（只需 200-250 发子弹），这个问题就会自行解决，或者需要使用者自行抛光。
该枪的特点是耐用,使用寿命为 6500发霰弹。
口径：12 号
重量（千克）：3.4kg（3.7，带橡胶枪托）
全长： 1285毫米.
枪管长度： 750毫米.
弹夹容量：4+1。
枪管长度: 70毫米.

## 衍生型号[2]
- MTs 21-12R - 枪托后部加装了橡胶减震器，使后坐力更加柔和。
- Mtss 21-12M - 制造商在这套枪械中增加了膛线和半膛线。更换弹药变得快捷方便，从而提高了射击精度、射程和准确性；
- MC 21-12MR - 组合版本，提供枪口附件和减震器。